# Baegun-dong, Gwangju
Baegun-dong (koreanska: 백운동) är en stadsdel i staden Gwangju i den sydvästra delen av Sydkorea, 270 km söder om huvudstaden Seoul. Den ligger i stadsdistriktet Nam-gu.

## Indelning
Administrativt är Baegun-dong indelat i:
| Namn    | Namn              | Yta i km² | Invånare 31 dec 2018 |
| ------- | ----------------- | --------- | -------------------- |
| 백운1동 | Baegun 1(il)-dong | 0,49      | 13 436               |
| 백운2동 | Baegun 2(i)-dong  | 0,44      | 6 447                |